# Enholmen, Raseborg
För andra betydelser, se Enholmen (olika betydelser).
Enholmen är en ö i Finland. Den ligger i sjön Gennarbyviken och i kommunen Raseborg i den ekonomiska regionen  Raseborg  och landskapet Nyland, i den södra delen av landet, 100 km väster om huvudstaden Helsingfors. Öns area är 1,1 hektar och dess största längd är 140 meter i nord-sydlig riktning.